# Городской бум
«Городской бум» («Шумный город», «Большой бум», англ. Boom Town) — серия британского научно-фантастического телесериалa «Доктор Кто», премьера которого состоялась 4 июня 2005 года.

## Краткое содержание
«Маргарет Блейн», известная зрителю по эпизодам «Пришельцы в Лондоне» и «Третья мировая война», занимает пост лорда-мэра Кардиффа. В её планах снос старинного замка в центре города и сооружение на его месте атомной электростанции.